# Lista das pontes do cantão de Genebra
Lista das pontes do cantão de Genebra de montante a jusante.

## Pontes sobre oRio Ródano
Além das pontes aqui mencionadas, o rio também é atravessado pela estrada da barragem de Verbois, entre a ponte de Peney e a ponte de La Plaine, e inaugurada em 1943.
| Posição | Designação                   | Comp. (m) | Material | Construção actual | Imagem | Posição | Designação                              | Comp. (m) | Material      | Construção actual | Imagem |
| ------- | ---------------------------- | --------- | -------- | ----------------- | ------ | ------- | --------------------------------------- | --------- | ------------- | ----------------- | ------ |
| 1       | Pont du Mont-Blanc           | 252       | betão    | 1965              |        | 2       | Pont des Bergues (peões)                | 220       |               | 1881              |        |
| 3       | Pont de la Machine (peões)   |           |          | 1843              |        | 4       | Ponts de l'Île                          |           | betão         | 2011              |        |
| 5       | Passerelle de l'Île (peões)  |           |          | 1876              |        | 6       | Pont de la Coulouvrenière               | 150       | betão e pedra | 1896              |        |
| 7       | Passerelle du Seujet (peões) | 40        | aço      | 1995              |        | 8       | Pont Sous-Terre                         | 90,50     | betão         | 1968              |        |
| 9       | Viaduc de la Jonction        | 218       |          | 1945              |        | 10      | Pont Butin                              | 268,94    | betão         | 1927              |        |
| 11      | Passerelle du Lignon (peões) |           | betão    |                   |        | 12      | Passerelle de Chèvres (peões)           |           | betão         | 1950              |        |
| 13      | Pont d'Aigues-Vertes         | 251       | betão    | 1987              |        | 14      | Pont de Peney                           | 175,15    | betão         | 1942              |        |
| 15      | Pont de La Plaine            | 106       | betão    | 1968              |        | 16      | Pont de Chancy (Fronteira França-Suíça) | 124       | betão         | 1907              |        |

## Pontes sobre oRio Arve
| Posição | Designação            | Comp. (m) | Material     | Construção actual | Imagem | Posição | Designação                             | Comp. (m) | Material         | Construção actual | Imagem |
| ------- | --------------------- | --------- | ------------ | ----------------- | ------ | ------- | -------------------------------------- | --------- | ---------------- | ----------------- | ------ |
| 1       | Pont de Sierne        | 73        | betão armado | 1983              |        | 2       | Passerelle de Vessy (peões)            |           | aço              | 2007              |        |
| 3       | Pont de Vessy         | 56        | betão armado | 1936              |        | 4       | Pont du Val d'Arve                     | 112,4     | betão armado     | 1960              |        |
| 5       | Pont de la Fontenette |           | betão armado | 1971              |        | 6       | Pont de Carouge                        | 69        | pierre de taille | 1811              |        |
| 7       | Pont des Acacias      |           |              | 1957              |        | 8       | Pont Hans-Wilsdorf                     | 85        |                  | 2012              |        |
| 9       | Pont de Saint-Georges |           | betão        | 1882              |        | 10      | Passerelle du Bois de la Bâtie (peões) |           | ferro            | 1873              |        |

## Outras pontes
| Posição                         | Designação                                                                            | Commune                                  | Imagem | Posição | Designação                                                                                 | Commune                    | Imagem |
| ------------------------------- | ------------------------------------------------------------------------------------- | ---------------------------------------- | ------ | ------- | ------------------------------------------------------------------------------------------ | -------------------------- | ------ |
| Aire                            |                                                                                       |                                          |        |         |                                                                                            |                            |        |
| 1                               | Pont sur la route de Thérens (Fronteira França-Suíça) 46° 09′ 12″ N, 6° 04′ 35″ L     | Perly-Certoux e Saint-Julien-en-Genevois |        | 2       | Passerelle piétonne des Bis                                                                | Perly-Certoux e Bernex     |        |
| 3                               | Pont de Lully                                                                         | Bernex                                   |        | 4       | Pont de Mourlaz                                                                            | Confignon                  |        |
| 5                               | Ponte no chemin de Praleta 46° 10′ 16″ N, 6° 05′ 30″ L                                | Confignon                                |        | 6       | Pont de l'Autoestrada suíça A1 46° 10′ 16″ N, 6° 05′ 32″ L                                 | Confignon                  |        |
| 7                               | Passerelle de la STEP (peões) 46° 10′ 17″ N, 6° 05′ 33″ L                             | Confignon                                |        | 8       | Pont des Marais                                                                            | Confignon                  |        |
| 9                               | Pont du Centenaire                                                                    | Onex                                     |        | 10      | Pont des Briques                                                                           | Lancy                      |        |
| 11                              | Passerelle de la Colline (peões)                                                      | Lancy                                    |        | 12      | Pont sur le chemin de Sous-Bois 46° 11′ 00″ N, 6° 07′ 05″ L                                | Lancy                      |        |
| 13                              | Pont de Lancy                                                                         | Lancy                                    |        | 14      | Passerelle de la Vi-de-Gueue (peões)                                                       | Lancy                      |        |
| 15                              | Pont sur le chemin du Gué 46° 11′ 07″ N, 6° 07′ 16″ L                                 | Lancy                                    |        |         |                                                                                            |                            |        |
| Allondon                        |                                                                                       |                                          |        |         |                                                                                            |                            |        |
| 1                               | Pont du Moulin Fabry                                                                  | Satigny                                  |        | 2       | Pont des Granges                                                                           | Dardagny e Satigny         |        |
| 3                               | Pont des Baillets                                                                     | Dardagny e Russin                        |        | 4       | Pont de l'Allondon                                                                         | Dardagny e Russin          |        |
| 5                               | Viaduc de l'Allondon                                                                  | Dardagny e Russin                        |        |         |                                                                                            |                            |        |
| Drize                           |                                                                                       |                                          |        |         |                                                                                            |                            |        |
| 1                               | Pont sur le chemin des Bornants 46° 08′ 56″ N, 6° 08′ 41″ L                           | Troinex                                  |        | 2       | Pont d'Évordes 46° 09′ 01″ N, 6° 08′ 53″ L                                                 | Troinex                    |        |
| 3                               | Pont de Troinex 46° 09′ 37″ N, 6° 08′ 59″ L                                           | Troinex                                  |        | 4       | Pont sur le chemin Jacques Ormond 46° 09′ 47″ N, 6° 08′ 58″ L                              | Troinex                    |        |
| 5                               | Pont sur le chemin Lullin 46° 09′ 54″ N, 6° 08′ 45″ L                                 | Troinex                                  |        | 6       | Pont sur le chemin des moulins de Drize 46° 10′ 02″ N, 6° 08′ 35″ L                        | Troinex                    |        |
| 7                               | Pont sur la route d'Annecy 46° 10′ 06″ N, 6° 08′ 26″ L                                | Troinex e Veyrier                        |        | 8       | Passerelle du Bief à Dance 46° 10′ 18″ N, 6° 08′ 15″ L                                     | Carouge e Lancy            |        |
| 9                               | Passerelle de Grange-Collomb 46° 10′ 26″ N, 6° 08′ 07″ L                              | Carouge e Lancy                          |        | 10      | Pont de Grange-Collomb 46° 10′ 28″ N, 6° 08′ 06″ L                                         | Carouge e Lancy            |        |
| Foron                           |                                                                                       |                                          |        |         |                                                                                            |                            |        |
| 1                               | Pont de Cornière (Fronteira França-Suíça) 46° 12′ 18″ N, 6° 14′ 22″ L                 | Puplinge                                 |        | 2       | Pont de Mon-Idée (Fronteira França-Suíça) 46° 12′ 05″ N, 6° 13′ 28″ L                      | Puplinge e Thônex          |        |
| 3                               | Pont d'Ambilly (Fronteira França-Suíça) 46° 11′ 56″ N, 6° 13′ 20″ L                   | Thônex                                   |        | 4       | Pont SNCF 46° 11′ 38″ N, 6° 12′ 45″ L                                                      | Thônex                     |        |
| 5                               | Pont de Moillesulaz (Fronteira França-Suíça) 46° 11′ 32″ N, 6° 12′ 24″ L              | Thônex                                   |        | 6       | Pont sur l'autoroute A411 (Fronteira França-Suíça) 46° 11′ 18″ N, 6° 12′ 07″ L             | Thônex                     |        |
| 7                               | Pont de Frossard (Fronteira França-Suíça) 46° 11′ 01″ N, 6° 11′ 42″ L                 | Thônex                                   |        |         |                                                                                            |                            |        |
| Hermance                        |                                                                                       |                                          |        |         |                                                                                            |                            |        |
| 1                               | Pont Neuf sur la route de Thonon (Fronteira França-Suíça) 46° 16′ 22″ N, 6° 14′ 34″ L | Anières e Veigy-Foncenex                 |        | 2       | Pont des Golettes (Fronteira França-Suíça) 46° 16′ 40″ N, 6° 14′ 16″ L                     | Anières e Veigy-Foncenex   |        |
| 3                               | Pont de Crévy (Fronteira França-Suíça) 46° 17′ 00″ N, 6° 14′ 27″ L                    | Anières e Veigy-Foncenex                 |        | 4       | Pont de Bouringe ou Le Vieux Pont (Fronteira França-Suíça) 46° 18′ 03″ N, 6° 14′ 51″ L     | Hermance e Chens-sur-Léman |        |
| 5                               | Pont des Nants 46° 18′ 05″ N, 6° 14′ 55″ L                                            | Hermance e Chens-sur-Léman               |        | 6       | Pont d'Hermance ou pont de la douane (Fronteira França-Suíça)] 46° 18′ 09″ N, 6° 14′ 51″ L | Hermance e Chens-sur-Léman |        |
| Laire                           |                                                                                       |                                          |        |         |                                                                                            |                            |        |
| 1                               | Pont sur la route de Rougemont (Fronteira França-Suíça) 46° 08′ 04″ N, 6° 02′ 08″ L   | Soral e Viry                             |        | 2       | Pont de Veigy (Fronteira França-Suíça)                                                     | Avusy e Viry               |        |
| 3                               | Pont sur la route de Valleiry 46° 08′ 30″ N, 5° 58′ 23″ L                             | Chancy                                   |        | 4       | Pont sur la route de Bellegarde 46° 08′ 48″ N, 5° 58′ 03″ L                                | Chancy                     |        |
| Nant d'Avril                    |                                                                                       |                                          |        |         |                                                                                            |                            |        |
| 1                               | Pont sur la route de Satigny 46° 13′ 15″ N, 6° 03′ 00″ L                              | Nant d'Avril                             |        | 2       | Pont CFF 46° 13′ 10″ N, 6° 02′ 55″ L                                                       | Nant d'Avril               |        |
| 3                               | Pont de Château des Bois                                                              | Nant d'Avril                             |        | 4       | Passerelle de Château des Bois (peões) 46° 12′ 51″ N, 6° 02′ 34″ L                         | Nant d'Avril               |        |
| 5                               | Pont de Merdisel                                                                      | Nant d'Avril                             |        | 6       | Passerelle du Stand de tir (peões) 46° 12′ 32″ N, 6° 02′ 22″ L                             | Nant d'Avril               |        |
| 7                               | Passerelle du Ruisseau du Stand (peões) 46° 12′ 18″ N, 6° 02′ 26″ L                   | Nant d'Avril                             |        | 8       | Passerelle du Bois de Merdisel (peões) 46° 12′ 17″ N, 6° 02′ 28″ L                         | Nant d'Avril               |        |
| 9                               | Pont du Nant d'Avril                                                                  | Nant d'Avril                             |        |         |                                                                                            |                            |        |
| Roulave, afluente do l'Allondon |                                                                                       |                                          |        |         |                                                                                            |                            |        |
| 1                               | Pont sur la route de Malval                                                           | Roulave                                  |        | 2       | Passerelle peões du Roulave                                                                | Roulave                    |        |
| 3                               | Pont d'Essertines                                                                     | Roulave                                  |        |         |                                                                                            |                            |        |
| Seymaz                          |                                                                                       |                                          |        |         |                                                                                            |                            |        |
| 1                               | Pont de la Motte                                                                      | Seymaz                                   |        | 2       | Pont de Chevrier                                                                           | Seymaz                     |        |
| 3                               | Pont Bochet                                                                           | Seymaz                                   |        | 4       | Pont Ladame                                                                                | Seymaz                     |        |
| 5                               | Petit-pont 46° 12′ 26″ N, 6° 12′ 05″ L                                                | Seymaz                                   |        | 6       | Pont sur l'avenue Mirany 46° 12′ 24″ N, 6° 12′ 05″ L                                       | Seymaz                     |        |
| 7                               | Pont SNCF + passarela peões 46° 11′ 50″ N, 6° 11′ 33″ L                               | Seymaz                                   |        | 8       | Pont sur la route de Genève 46° 11′ 50″ N, 6° 11′ 33″ L                                    | Seymaz                     |        |
| 9                               | Pont du Vieux-Chêne                                                                   | Seymaz                                   |        | 10      | Pont du Vallon                                                                             | Seymaz                     |        |
| 11                              | Pont sur la route de Villette 46° 10′ 57″ N, 6° 11′ 00″ L                             | Seymaz                                   |        | 12      | Pont sur la route de Florissant 46° 10′ 48″ N, 6° 10′ 58″ L                                | Seymaz                     |        |
| La Versoix                      |                                                                                       |                                          |        |         |                                                                                            |                            |        |
| 1                               | Pont de Sauverny (Fronteira França-Suíça) 46° N, 18° L                                | La Versoix                               |        | 2       | Pont de Bossy                                                                              | La Versoix                 |        |
| 3                               | Pont de la Bâtie                                                                      | La Versoix                               |        | 4       | Pont de l'Étraz 46° 16′ 52″ N, 6° 08′ 19″ L                                                | La Versoix                 |        |
| 5                               | Pont de l'autoroute A1 + passerelle de peões 46° 16′ 51″ N, 6° 08′ 37″ L              | La Versoix                               |        | 6       | Pont de la Tourne-à-Conti 46° 16′ 43″ N, 6° 08′ 55″ L                                      | La Versoix                 |        |
| 7                               | Passerelle du tennis (peões) 46° 16′ 33″ N, 6° 09′ 39″ L                              | La Versoix                               |        | 8       | Pont CFF + passarela peões 46° 16′ 35″ N, 6° 09′ 58″ L                                     | La Versoix                 |        |
| 9                               | Passerelle du Vieux Moulin (peões) 46° 16′ 32″ N, 6° 10′ 05″ L                        | La Versoix                               |        | 10      | Pont sur la route suisse 46° 16′ 31″ N, 6° 10′ 08″ L                                       | La Versoix                 |        |

## Pontes históricas
- Passerelle de Saint-Antoine [2], entre os passeios de Saint-Antoine e des Tranchées (1823)
- Passerelle de l'École-de-Médecine, a poucos metro da actual Pont Hans-Wilsdorf (1952-2012)